# アウェイ・フロム・ハー君を想う
『アウェイ・フロム・ハー君を想う』 (Away from Her) は、カナダの映画。2006年のトロント国際映画祭、2007年のサンダンス映画祭上映作品。
女優サラ・ポーリーがアリス・マンローの短編小説『クマが山を越えてきた』を映画化、彼女の長編映画監督デビュー作品となる。主演のジュリー・クリスティは第65回ゴールデングローブ賞主演女優賞（ドラマ部門）など、数多くの映画賞を受賞している。

## ストーリー
グラントとフィオナはオンタリオ州 ブラントに住む夫婦。40年以上も連れ添った二人だが、ある時フィオナにアルツハイマーの兆候が現れ始める。
自分の症状が進んでいることに気が付いたフィオナは介護施設に入ることを自ら決心するが、その施設では環境に適応するため、最初の30日間は誰も面会できないという規則があった。グラントはその規則に納得いかなかったものの、フィオナのためを思って入居に同意した。
最初の30日間が終わり、グラントが妻フィオナを訪ねてみると、フィオナはすでに彼のことを忘れ、入居者の一人である身体の不自由なオーブリーという男性に好意を寄せていることを知る。自分の妻と他の男性が徐々に親密になっていく姿を見ることになったグラントは、覗き見をしているような立場に置かれ、いたたまれない時を過ごすことになる。あるとき、オーブリーの妻が経済的な理由によりオーブリーを自宅に引き取ることになる。オーブリーを失ったフィオナは精神的に落ち込み、症状が悪化してしまう。それを見たグラントはオーブリーの妻マリアンを訪ね、ある提案をする。

## キャスト
- ジュリー・クリスティ：フィオナ・アンダーソン
  - ゴードンの妻。アルツハイマーを発症する。
- ゴードン・ピンゼント：グラント・アンダーソン
- オリンピア・デュカキス：マリアン
- マイケル・マーフィー：オーブリー
- クリステン・トムソン：クリスティ
- ウェンディ・クルーソン：モンペリエ
- アルバータ・ワトソン：ドクター・フィッシャー

## 主な受賞
- カナダ脚本家組合賞：脚本賞(映画部門)（サラ・ポーリー）
- ナショナル・ボード・オブ・レビュー：主演女優賞（ジュリー・クリスティ）、インディペンデント映画賞
- 放送映画批評家協会賞：主演女優賞
- ニューヨーク映画批評家協会賞：主演女優賞、新人監督賞
- ロサンゼルス映画批評家協会賞：ニュー・ジェネレーション賞（サラ・ポーリー）
- トロント映画批評家協会賞：主演女優賞、カナダ映画賞、新人監督賞
- 全米映画批評家協会賞：主演女優賞
- ゴールデングローブ賞：主演女優賞
- ブロードキャスト映画批評家協会賞：主演女優賞
- オンライン映画批評家協会賞：主演女優賞、ブレイクスルー監督賞（サラ・ポーリー）
- ヒューストン映画批評家協会賞：主演女優賞
- サンフランシスコ映画批評家協会賞：主演女優賞、脚色賞
- ワシントンD.C映画批評家協会賞：主演女優賞
- 女性映画批評家協会賞：作品賞、男女平等賞
- サンディエゴ映画批評家協会賞：主演女優賞
- サウスイースタン映画批評家協会賞：主演女優賞
- ダラス・フォートワース映画批評家協会賞：主演女優賞
- フェニックス映画批評家協会賞：主演女優賞、ブレイクアウト映画人賞（サラ･ポーリー）
- ポートランド国際映画祭：観客賞
- ソラソタ映画祭：観客賞
- セドナ国際映画祭：最優秀監督賞
- インディワイアー映画批評家協会賞：作品賞